# Kygo/Auszeichnungen für Musikverkäufe

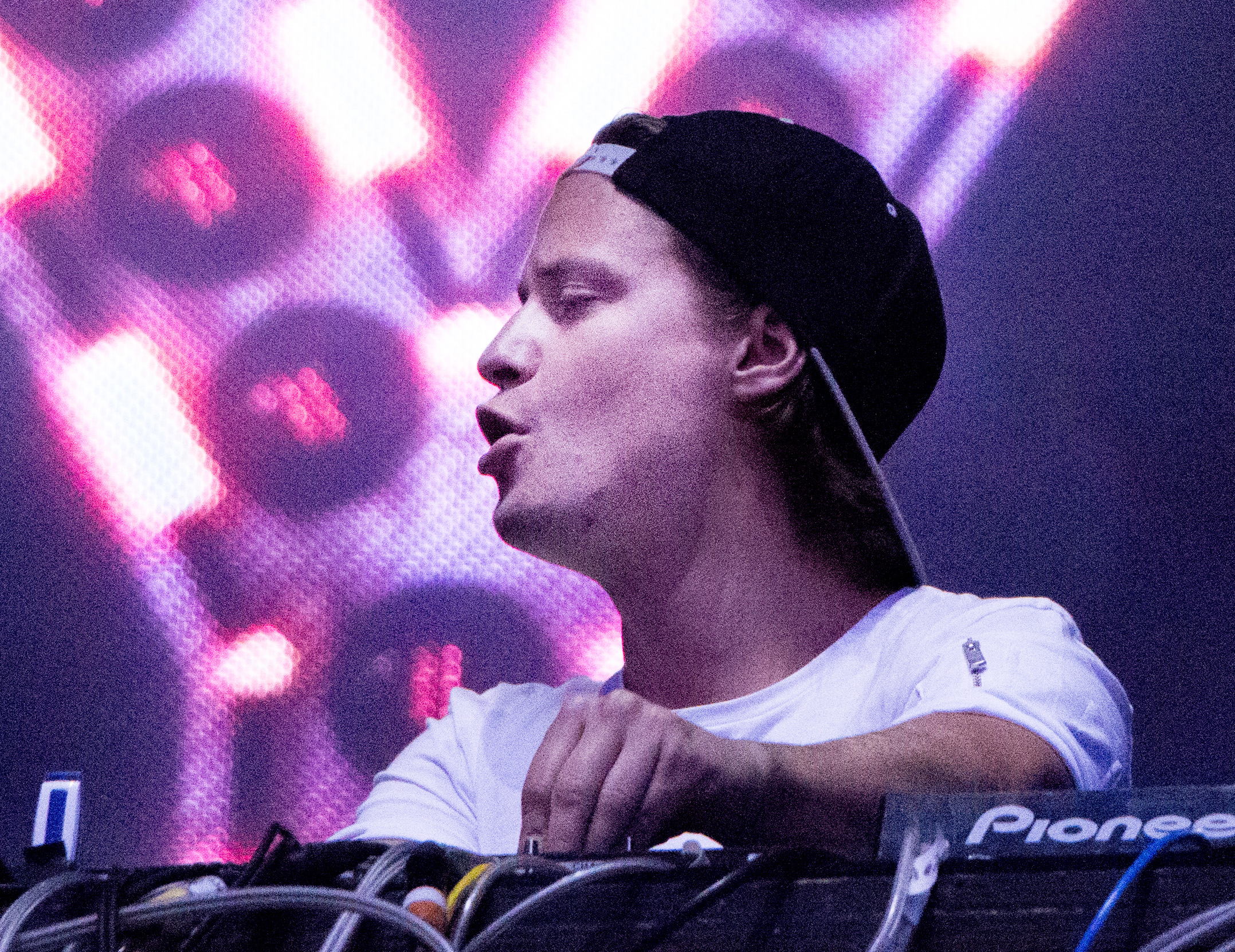
Kygo (2016)

Dies ist eine Übersicht über die Auszeichnungen für Musikverkäufe des norwegischen DJs Kygo. Die Auszeichnungen finden sich nach ihrer Art (Gold, Platin usw.), nach Staaten getrennt in chronologischer Reihenfolge, geordnet sowie nach den Tonträgern selbst, ebenfalls in chronologischer Reihenfolge, getrennt nach Medium (Alben, Singles usw.), wieder.

## Auszeichnungen
| - Vereinigtes Königreich - 2016: für die Single Here for You - 2018: für die Single Stargazing - 2019: für die Single Born to Be Yours - 2019: für die Single Carry On - 2019: für die Single Remind Me to Forget - 2020: für die Single Happy Now - 2021: für die Single What’s Love Got to Do with It - 2021: für die Single Lose Somebody - 2022: für das Album Golden Hour - 2022: für die Single Like It Is - Australien - 2018: für die Single Here for You - 2019: für die Single Happy Now - 2019: für die Single Carry On - Belgien - 2017: für die Single Stargazing - 2018: für die Single Remind Me to Forget - 2019: für die Single Happy Now - 2025: für die Single For Life - Brasilien - 2021: für die Single Like It Is - 2024: für die Single Forever Yours (Avicii Tribute) - Dänemark - 2016: für die Single Here for You - 2016: für das Streaming Nothing Left - 2017: für die Single Raging - 2019: für die Single Remind Me to Forget - 2020: für die Single Happy Now - 2021: für die Single Carry On - 2021: für die Single Born to Be Yours - 2023: für das Album Golden Hour - 2023: für die Single What’s Love Got to Do with It - Deutschland - 2023: für die Single Stay - 2023: für die Single First Time - 2023: für die Single Remind Me to Forget - 2023: für die Single Happy Now - 2023: für die Single What’s Love Got to Do with It - 2023: für die Single Born to Be Yours - 2025: für die Single Whatever - Frankreich - 2017: für die Single First Time - 2019: für die Single Born to Be Yours - 2022: für die Single Happy Now - 2023: für die Single Say Say Say - 2024: für die Single Lose Somebody - 2025: für die Single For Life - Italien - 2017: für die Single Here for You - 2018: für die Single Remind Me to Forget - 2024: für das Album Cloud Nine - 2024: für die Single Whatever - Kanada - 2017: für die Single Raging - 2018: für die Single Carry Me - 2018: für die Single Stranger Things - 2018: für die EP Stargazing - 2019: für die Single Carry On - 2020: für das Album Kids in Love - 2021: für die Single What’s Love Got to Do with It - 2022: für die Single Dancing Feet - 2025: für die Single For Life - Mexiko - 2017: für die Single Here for You - 2020: für die Single Carry On - 2021: für die Single Lose Somebody - Neuseeland - 2016: für die Single Here for You - 2019: für die Single Coming Over - 2020: für das Album Kids in Love - 2022: für die Single What’s Love Got to Do with It - 2023: für die Single Raging - Norwegen - 2015: für die Single Here for You - Österreich - 2015: für die Single Stole the Show - 2018: für die Single Remind Me to Forget - 2018: für die Single Firestone - 2018: für die Single First Time - 2018: für die Single Born to Be Yours - 2022: für die Single Love Me Now - 2023: für die Single Dancing Feet - 2023: für die Single Freedom - Peru - 2017: für das Album Cloud Nine - Polen - 2020: für die Single Like It Is - 2021: für die Single Lose Somebody - 2022: für die Single Raging - 2022: für die Single First Time - 2024: für das Album Golden Hour - Schweden - 2023: für die Single Dancing Feet - 2023: für die Single Gone Are the Days - 2023: für die Single Never Really Loved Me - 2023: für die Single Woke Up in Love - Schweiz - 2016: für die Single Here for You - 2019: für die Single Happy Now - 2019: für die Single Carry On - 2020: für die Single Lose Somebody - 2020: für die Single What’s Love Got to Do with It - Spanien - 2016: für die Single Stay - 2018: für die Single Stargazing - 2024: für die Single First Time - 2024: für die Single Lose Somebody - 2024: für die Single Remind Me to Forget - 2024: für die Single What’s Love Got to Do with It - Ungarn - 2023: für das Album Thrill of the Chase - Vereinigte Staaten - 2017: für die Single Stay - 2018: für das Album Cloud Nine - 2018: für die Single Coming Over - 2018: für die Single First Time - 2019: für die Single Stargazing - 2021: für das Album Golden Hour - 2025: für die Single I’ll Wait - 2025: für die Single Whatever - Vereinigtes Königreich - 2018: für das Album Cloud Nine - 2020: für die Single First Time - 2022: für das Album Kids in Love - 2024: für die Single Whatever - 2025: für die Single Raging | - Australien - 2016: für die Single Stole the Show - 2017: für die Single First Time - 2018: für die EP Stargazing - 2018: für die Single Stay - 2020: für die Single Lose Somebody - Belgien - 2016: für die Single Firestone - 2016: für die Single Stole the Show - 2016: für die Single Stay - 2020: für die Single Higher Love - 2024: für die Single Whatever - Dänemark - 2016: für die Single Stay - 2020: für das Album Cloud Nine - 2022: für die Single Stargazing - 2024: für die Single First Time - 2024: für die Single Lose Somebody - 2025: für die Single Whatever - Deutschland - 2016: für die Single Stole the Show - 2023: für die Single Stargazing - 2023: für die Single Higher Love - Frankreich - 2018: für die Single Stargazing - 2020: für die Single Remind Me to Forget - 2021: für die Single Higher Love - 2023: für das Album Cloud Nine - 2024: für das Album Kids in Love - 2024: für die Single Whatever - Italien - 2018: für die Single Raging - 2019: für die Single Stargazing - 2019: für die Single First Time - 2019: für die Single Born to Be Yours - 2021: für die Single Happy Now - 2023: für die Single Higher Love - Kanada - 2018: für das Album Cloud Nine - 2021: für das Album Golden Hour - 2021: für die Single I’ll Wait - 2021: für die Single Think About You - 2021: für die Single Like It Is - 2024: für die Single Whatever - Mexiko - 2019: für die Single First Time - 2019: für die Single Raging - 2019: für die Single Born to Be Yours - 2021: für die Single Happy Now - 2022: für die Single Higher Love - Neuseeland - 2016: für die Single Stay - 2019: für die Single First Time - 2019: für die Single Stargazing - 2022: für die Single Happy Now - 2024: für das Album Golden Hour - Niederlande - 2015: für die Single Firestone - 2018: für das Album Kids in Love - 2019: für die EP Stargazing - Norwegen - 2020: für die Single Like It Is - Österreich - 2017: für die Single It Ain’t Me - 2022: für die Single Stargazing - 2022: für die Single Higher Love - 2023: für die Single What’s Love Got to Do with It - 2024: für die Single Lose Somebody - 2025: für die Single Whatever - Polen - 2016: für das Album Cloud Nine - 2017: für die Single Stay - 2019: für die Single Stargazing - 2019: für die Single Remind Me to Forget - 2020: für die Single Carry On - 2020: für das Album Kids in Love - 2020: für die Single Happy Now - 2021: für die Single What’s Love Got to Do with It - 2024: für die Single Whatever - Portugal - 2017: für die Single It Ain’t Me - Schweden - 2016: für das Album Cloud Nine - 2020: für die Single Kids in Love - 2023: für die Single Love Me Now - 2024: für die Single Whatever - Schweiz - 2018: für das Album Kids in Love - 2018: für die Single Remind Me to Forget - 2018: für die Single Born to Be Yours - 2019: für die Single Stay - 2019: für die Single First Time - 2019: für die Single Higher Love - 2024: für die Single Whatever - Spanien - 2024: für die Single Happy Now - 2024: für die Single Higher Love - 2024: für die Single Born to Be Yours - 2025: für die Single Whatever - Ungarn - 2023: für die Single Dancing Feet - Vereinigte Staaten - 2017: für die Single Stole the Show - 2017: für die Single Firestone - 2022: für die Single Lose Somebody - Vereinigtes Königreich - 2017: für die Single Stole the Show - 2021: für die Single Stay - Mexiko - 2025: für die Single Stargazing | - Australien - 2018: für die Single Remind Me to Forget - 2018: für die Single Born to Be Yours - Belgien - 2017: für die Single It Ain’t Me - Dänemark - 2018: für die Single It Ain’t Me - 2024: für die Single Higher Love - Deutschland - 2023: für die Single Firestone - 2023: für die Single It Ain’t Me - Italien - 2016: für die Single Stole the Show - 2018: für die Single Stay - Kanada - 2017: für die Single Firestone - 2017: für die Single Stole the Show - 2017: für die Single Stay - 2019: für die Single Stargazing - 2020: für die Single Higher Love - 2020: für die Single First Time - Mexiko - 2021: für die Single Stay - 2021: für das Album Cloud Nine - 2025: für die Single Firestone - 2025: für die Single Stole the Show - Neuseeland - 2021: für die Single Firestone - 2022: für das Album Cloud Nine - 2022: für die Single Remind Me to Forget - 2023: für die Single Born to Be Yours - Niederlande - 2016: für das Album Cloud Nine - Norwegen - 2016: für die Single Nothing Left - Polen - 2021: für die Single Born to Be Yours - 2021: für die Single Higher Love - Schweden - 2017: für die Single Stargazing - Schweiz - 2018: für die Single Stargazing - 2019: für das Album Cloud Nine - Spanien - 2015: für die Single Stole the Show - 2017: für die Single It Ain’t Me - Ungarn - 2024: für die Single Whatever - Vereinigtes Königreich - 2021: für die Single It Ain’t Me - Australien - 2020: für die Single Higher Love - Dänemark - 2024: für die Single Stole the Show - 2025: für die Single Firestone - Italien - 2017: für die Single It Ain’t Me - Kanada - 2021: für die Single Born to Be Yours - 2024: für die Single Lose Somebody - Mexiko - 2019: für die Single It Ain’t Me - Polen - 2018: für die Single It Ain’t Me - Schweden - 2017: für die Single First Time - 2020: für die Single Happy Now - Schweiz - 2017: für die Single Firestone - 2017: für die Single Stole the Show - 2018: für die Single It Ain’t Me - Spanien - 2024: für die Single Firestone - Vereinigte Staaten - 2019: für die Single It Ain’t Me - 2025: für die Single Higher Love - Vereinigtes Königreich - 2023: für die Single Higher Love - 2024: für die Single Firestone - Australien - 2018: für die Single Firestone - Kanada - 2020: für die Single Remind Me to Forget - Neuseeland - 2024: für die Single It Ain’t Me - 2025: für die Single Stole the Show - 2025: für die Single Higher Love - Polen - 2017: für die Single Stole the Show - Schweden - 2016: für die Single Stay - 2021: für die Single Remind Me to Forget - Australien - 2018: für die Single It Ain’t Me - Italien - 2017: für die Single Firestone - Norwegen - 2015: für die Single Firestone - Schweden - 2015: für die Single Firestone - 2015: für die Single Stole the Show - Norwegen - 2015: für die Single Stole the Show - Norwegen - 2021: für die Single It Ain’t Me - Schweden - 2018: für die Single It Ain’t Me - Kanada - 2021: für die Single It Ain’t Me - Norwegen - 2018: für das Album Cloud Nine - Frankreich - 2014: für die Single Firestone - 2015: für die Single Stole the Show - 2017: für die Single It Ain’t Me - Mexiko - 2025: für die Single Stole the Show - Mexiko - 2025: für die Single Firestone |

## Auszeichnungen nach Alben

### Cloud Nine
| Land/Region                  | Auszeichnungen für Musikverkäufe (Land/Region, Auszeichnung, Verkäufe) | Verkäufe  |
| ---------------------------- | ---------------------------------------------------------------------- | --------- |
| Dänemark (IFPI)              | Platin                                                                 | 20.000    |
| Frankreich (SNEP)            | Platin                                                                 | 100.000   |
| Italien (FIMI)               | Gold                                                                   | 25.000    |
| Kanada (MC)                  | Platin                                                                 | 80.000    |
| Mexiko (AMPROFON)            | 2× Platin                                                              | 120.000   |
| Neuseeland (RMNZ)            | 2× Platin                                                              | 30.000    |
| Niederlande (NVPI)           | 2× Platin                                                              | 80.000    |
| Norwegen (IFPI)              | 9× Platin                                                              | 180.000   |
| Peru (UNIMPRO)               | Gold                                                                   | 3.000     |
| Polen (ZPAV)                 | Platin                                                                 | 20.000    |
| Schweden (IFPI)              | Platin                                                                 | 40.000    |
| Schweiz (IFPI)               | 2× Platin                                                              | 40.000    |
| Vereinigte Staaten (RIAA)    | Gold                                                                   | 500.000   |
| Vereinigtes Königreich (BPI) | Gold                                                                   | 100.000   |
| Insgesamt                    | 4× Gold · 22× Platin ·                                                 | 1.338.000 |

### Kids in Love
| Land/Region                  | Auszeichnungen für Musikverkäufe (Land/Region, Auszeichnung, Verkäufe) | Verkäufe |
| ---------------------------- | ---------------------------------------------------------------------- | -------- |
| Frankreich (SNEP)            | Platin                                                                 | 100.000  |
| Kanada (MC)                  | Gold                                                                   | 40.000   |
| Neuseeland (RMNZ)            | Gold                                                                   | 7.500    |
| Niederlande (NVPI)           | Platin                                                                 | 40.000   |
| Polen (ZPAV)                 | Platin                                                                 | 20.000   |
| Schweiz (IFPI)               | Platin                                                                 | 20.000   |
| Vereinigtes Königreich (BPI) | Gold                                                                   | 100.000  |
| Insgesamt                    | 3× Gold · 4× Platin ·                                                  | 327.500  |

### Golden Hour
| Land/Region                  | Auszeichnungen für Musikverkäufe (Land/Region, Auszeichnung, Verkäufe) | Verkäufe |
| ---------------------------- | ---------------------------------------------------------------------- | -------- |
| Dänemark (IFPI)              | Gold                                                                   | 10.000   |
| Kanada (MC)                  | Platin                                                                 | 80.000   |
| Neuseeland (RMNZ)            | Platin                                                                 | 15.000   |
| Polen (ZPAV)                 | Gold                                                                   | 10.000   |
| Vereinigte Staaten (RIAA)    | Gold                                                                   | 500.000  |
| Vereinigtes Königreich (BPI) | Silber                                                                 | 60.000   |
| Insgesamt                    | 1× Silber · 3× Gold · 2× Platin ·                                      | 675.000  |

### Thrill of the Chase
| Land/Region     | Auszeichnungen für Musikverkäufe (Land/Region, Auszeichnung, Verkäufe) | Verkäufe |
| --------------- | ---------------------------------------------------------------------- | -------- |
| Ungarn (MAHASZ) | Gold                                                                   | 2.000    |
| Insgesamt       | 1× Gold ·                                                              | 2.000    |

## Auszeichnungen nach EPs

### Stargazing
| Land/Region       | Auszeichnungen für Musikverkäufe (Land/Region, Auszeichnung, Verkäufe) | Verkäufe |
| ----------------- | ---------------------------------------------------------------------- | -------- |
| Australien (ARIA) | Platin                                                                 | 70.000   |
| Kanada (MC)       | Gold                                                                   | 40.000   |
| Neuseeland (RMNZ) | Platin                                                                 | 15.000   |
| Insgesamt         | 1× Gold · 2× Platin ·                                                  | 125.000  |

## Auszeichnungen nach Singles

### Firestone
| Land/Region                  | Auszeichnungen für Musikverkäufe (Land/Region, Auszeichnung, Verkäufe) | Verkäufe  |
| ---------------------------- | ---------------------------------------------------------------------- | --------- |
| Australien (ARIA)            | 4× Platin                                                              | 280.000   |
| Belgien (BRMA)               | Platin                                                                 | 30.000    |
| Dänemark (IFPI)              | 3× Platin                                                              | 270.000   |
| Deutschland (BVMI)           | 2× Platin                                                              | 800.000   |
| Frankreich (SNEP)            | Diamant                                                                | 305.000   |
| Italien (FIMI)               | 5× Platin                                                              | 250.000   |
| Kanada (MC)                  | 2× Platin                                                              | 160.000   |
| Mexiko (AMPROFON)            | 2× Diamant · + 2× Platin                                               | 720.000   |
| Neuseeland (RMNZ)            | 2× Platin                                                              | 60.000    |
| Niederlande (NVPI)           | Platin                                                                 | 30.000    |
| Norwegen (IFPI)              | 5× Platin                                                              | 200.000   |
| Österreich (IFPI)            | Gold                                                                   | 15.000    |
| Schweden (IFPI)              | 5× Platin                                                              | 200.000   |
| Schweiz (IFPI)               | 3× Platin                                                              | 90.000    |
| Spanien (Promusicae)         | 3× Platin                                                              | 180.000   |
| Vereinigte Staaten (RIAA)    | Platin                                                                 | 1.000.000 |
| Vereinigtes Königreich (BPI) | 3× Platin                                                              | 1.800.000 |
| Insgesamt                    | 1× Gold · 42× Platin · 3× Diamant ·                                    | 6.390.000 |

### Stole the Show
| Land/Region                  | Auszeichnungen für Musikverkäufe (Land/Region, Auszeichnung, Verkäufe) | Verkäufe  |
| ---------------------------- | ---------------------------------------------------------------------- | --------- |
| Australien (ARIA)            | Platin                                                                 | 70.000    |
| Belgien (BRMA)               | Platin                                                                 | 30.000    |
| Dänemark (IFPI)              | 3× Platin                                                              | 270.000   |
| Deutschland (BVMI)           | Platin                                                                 | 400.000   |
| Frankreich (SNEP)            | Diamant                                                                | 307.500   |
| Italien (FIMI)               | 2× Platin                                                              | 100.000   |
| Kanada (MC)                  | 2× Platin                                                              | 160.000   |
| Mexiko (AMPROFON)            | Diamant · + 2× Platin                                                  | 420.000   |
| Neuseeland (RMNZ)            | 4× Platin                                                              | 120.000   |
| Norwegen (IFPI)              | 6× Platin                                                              | 240.000   |
| Österreich (IFPI)            | Gold                                                                   | 15.000    |
| Polen (ZPAV)                 | 4× Platin                                                              | 80.000    |
| Schweden (IFPI)              | 5× Platin                                                              | 200.000   |
| Schweiz (IFPI)               | 3× Platin                                                              | 90.000    |
| Spanien (Promusicae)         | 2× Platin                                                              | 80.000    |
| Vereinigte Staaten (RIAA)    | Platin                                                                 | 1.000.000 |
| Vereinigtes Königreich (BPI) | Platin                                                                 | 600.000   |
| Insgesamt                    | 1× Gold · 38× Platin · 2× Diamant ·                                    | 4.180.500 |

### Nothing Left
| Land/Region     | Auszeichnungen für Musikverkäufe (Land/Region, Auszeichnung, Verkäufe) | Verkäufe |
| --------------- | ---------------------------------------------------------------------- | -------- |
| Norwegen (IFPI) | 2× Platin                                                              | 80.000   |
| Insgesamt       | 2× Platin ·                                                            | 80.000   |

### Here for You
| Land/Region                  | Auszeichnungen für Musikverkäufe (Land/Region, Auszeichnung, Verkäufe) | Verkäufe |
| ---------------------------- | ---------------------------------------------------------------------- | -------- |
| Australien (ARIA)            | Gold                                                                   | 35.000   |
| Dänemark (IFPI)              | Gold                                                                   | 30.000   |
| Italien (FIMI)               | Gold                                                                   | 25.000   |
| Mexiko (AMPROFON)            | Gold                                                                   | 30.000   |
| Neuseeland (RMNZ)            | Gold                                                                   | 7.500    |
| Norwegen (IFPI)              | Gold                                                                   | 20.000   |
| Schweiz (IFPI)               | Gold                                                                   | 15.000   |
| Vereinigtes Königreich (BPI) | Silber                                                                 | 200.000  |
| Insgesamt                    | 1× Silber · 7× Gold ·                                                  | 362.500  |

### Stay
| Land/Region                  | Auszeichnungen für Musikverkäufe (Land/Region, Auszeichnung, Verkäufe) | Verkäufe  |
| ---------------------------- | ---------------------------------------------------------------------- | --------- |
| Australien (ARIA)            | Platin                                                                 | 70.000    |
| Belgien (BRMA)               | Platin                                                                 | 30.000    |
| Dänemark (IFPI)              | Platin                                                                 | 90.000    |
| Deutschland (BVMI)           | Gold                                                                   | 200.000   |
| Italien (FIMI)               | 2× Platin                                                              | 100.000   |
| Kanada (MC)                  | 2× Platin                                                              | 160.000   |
| Mexiko (AMPROFON)            | 2× Platin                                                              | 120.000   |
| Neuseeland (RMNZ)            | Platin                                                                 | 15.000    |
| Polen (ZPAV)                 | Platin                                                                 | 20.000    |
| Schweden (IFPI)              | 4× Platin                                                              | 160.000   |
| Schweiz (IFPI)               | Platin                                                                 | 30.000    |
| Spanien (Promusicae)         | Gold                                                                   | 20.000    |
| Vereinigte Staaten (RIAA)    | Gold                                                                   | 500.000   |
| Vereinigtes Königreich (BPI) | Platin                                                                 | 600.000   |
| Insgesamt                    | 3× Gold · 17× Platin ·                                                 | 2.115.000 |

### Coming Over
| Land/Region               | Auszeichnungen für Musikverkäufe (Land/Region, Auszeichnung, Verkäufe) | Verkäufe |
| ------------------------- | ---------------------------------------------------------------------- | -------- |
| Neuseeland (RMNZ)         | Gold                                                                   | 15.000   |
| Vereinigte Staaten (RIAA) | Gold                                                                   | 500.000  |
| Insgesamt                 | 2× Gold ·                                                              | 515.000  |

### Raging
| Land/Region                  | Auszeichnungen für Musikverkäufe (Land/Region, Auszeichnung, Verkäufe) | Verkäufe |
| ---------------------------- | ---------------------------------------------------------------------- | -------- |
| Dänemark (IFPI)              | Gold                                                                   | 45.000   |
| Italien (FIMI)               | Platin                                                                 | 50.000   |
| Kanada (MC)                  | Gold                                                                   | 40.000   |
| Mexiko (AMPROFON)            | Platin                                                                 | 60.000   |
| Neuseeland (RMNZ)            | Gold                                                                   | 15.000   |
| Polen (ZPAV)                 | Gold                                                                   | 25.000   |
| Vereinigtes Königreich (BPI) | Gold                                                                   | 400.000  |
| Insgesamt                    | 5× Gold · 2× Platin ·                                                  | 635.000  |

### Carry Me
| Land/Region | Auszeichnungen für Musikverkäufe (Land/Region, Auszeichnung, Verkäufe) | Verkäufe |
| ----------- | ---------------------------------------------------------------------- | -------- |
| Kanada (MC) | Gold                                                                   | 40.000   |
| Insgesamt   | 1× Gold ·                                                              | 40.000   |

### It Ain’t Me
| Land/Region                  | Auszeichnungen für Musikverkäufe (Land/Region, Auszeichnung, Verkäufe) | Verkäufe  |
| ---------------------------- | ---------------------------------------------------------------------- | --------- |
| Australien (ARIA)            | 5× Platin                                                              | 350.000   |
| Belgien (BRMA)               | 2× Platin                                                              | 60.000    |
| Dänemark (IFPI)              | 2× Platin                                                              | 180.000   |
| Deutschland (BVMI)           | 2× Platin                                                              | 800.000   |
| Frankreich (SNEP)            | Diamant                                                                | 233.333   |
| Italien (FIMI)               | 3× Platin                                                              | 150.000   |
| Kanada (MC)                  | 9× Platin                                                              | 720.000   |
| Mexiko (AMPROFON)            | 3× Platin                                                              | 180.000   |
| Neuseeland (RMNZ)            | 4× Platin                                                              | 120.000   |
| Norwegen (IFPI)              | 7× Platin                                                              | 420.000   |
| Österreich (IFPI)            | Platin                                                                 | 30.000    |
| Polen (ZPAV)                 | 3× Platin                                                              | 60.000    |
| Portugal (AFP)               | Platin                                                                 | 10.000    |
| Schweden (IFPI)              | 7× Platin                                                              | 560.000   |
| Schweiz (IFPI)               | 3× Platin                                                              | 60.000    |
| Spanien (Promusicae)         | 2× Platin                                                              | 80.000    |
| Vereinigte Staaten (RIAA)    | 3× Platin                                                              | 3.000.000 |
| Vereinigtes Königreich (BPI) | 2× Platin                                                              | 1.400.000 |
| Insgesamt                    | 59× Platin · 1× Diamant ·                                              | 8.413.333 |

### First Time
| Land/Region                  | Auszeichnungen für Musikverkäufe (Land/Region, Auszeichnung, Verkäufe) | Verkäufe  |
| ---------------------------- | ---------------------------------------------------------------------- | --------- |
| Australien (ARIA)            | Platin                                                                 | 70.000    |
| Dänemark (IFPI)              | Platin                                                                 | 90.000    |
| Deutschland (BVMI)           | Gold                                                                   | 200.000   |
| Frankreich (SNEP)            | Gold                                                                   | 66.666    |
| Italien (FIMI)               | Platin                                                                 | 50.000    |
| Kanada (MC)                  | 2× Platin                                                              | 160.000   |
| Mexiko (AMPROFON)            | Platin                                                                 | 60.000    |
| Neuseeland (RMNZ)            | Platin                                                                 | 30.000    |
| Österreich (IFPI)            | Gold                                                                   | 15.000    |
| Polen (ZPAV)                 | Gold                                                                   | 25.000    |
| Schweden (IFPI)              | 3× Platin                                                              | 120.000   |
| Schweiz (IFPI)               | Platin                                                                 | 20.000    |
| Spanien (Promusicae)         | Gold                                                                   | 30.000    |
| Vereinigte Staaten (RIAA)    | Gold                                                                   | 500.000   |
| Vereinigtes Königreich (BPI) | Gold                                                                   | 400.000   |
| Insgesamt                    | 7× Gold · 11× Platin ·                                                 | 1.836.666 |

### Stargazing
| Land/Region                  | Auszeichnungen für Musikverkäufe (Land/Region, Auszeichnung, Verkäufe) | Verkäufe  |
| ---------------------------- | ---------------------------------------------------------------------- | --------- |
| Belgien (BRMA)               | Gold                                                                   | 15.000    |
| Dänemark (IFPI)              | Platin                                                                 | 90.000    |
| Deutschland (BVMI)           | Platin                                                                 | 400.000   |
| Frankreich (SNEP)            | Platin                                                                 | 133.333   |
| Italien (FIMI)               | Platin                                                                 | 50.000    |
| Kanada (MC)                  | 2× Platin                                                              | 160.000   |
| Mexiko (AMPROFON)            | 3× Gold                                                                | 90.000    |
| Neuseeland (RMNZ)            | Platin                                                                 | 30.000    |
| Österreich (IFPI)            | Platin                                                                 | 30.000    |
| Polen (ZPAV)                 | Platin                                                                 | 20.000    |
| Schweden (IFPI)              | 2× Platin                                                              | 80.000    |
| Schweiz (IFPI)               | 2× Platin                                                              | 40.000    |
| Spanien (Promusicae)         | Gold                                                                   | 20.000    |
| Vereinigte Staaten (RIAA)    | Gold                                                                   | 500.000   |
| Vereinigtes Königreich (BPI) | Silber                                                                 | 200.000   |
| Insgesamt                    | 1× Silber · 4× Gold · 14× Platin ·                                     | 1.858.333 |

### Kids in Love
| Land/Region     | Auszeichnungen für Musikverkäufe (Land/Region, Auszeichnung, Verkäufe) | Verkäufe |
| --------------- | ---------------------------------------------------------------------- | -------- |
| Schweden (IFPI) | Platin                                                                 | 40.000   |
| Insgesamt       | 1× Platin ·                                                            | 40.000   |

### Stranger Things
| Land/Region | Auszeichnungen für Musikverkäufe (Land/Region, Auszeichnung, Verkäufe) | Verkäufe |
| ----------- | ---------------------------------------------------------------------- | -------- |
| Kanada (MC) | Gold                                                                   | 40.000   |
| Insgesamt   | 1× Gold ·                                                              | 40.000   |

### Remind Me to Forget
| Land/Region                  | Auszeichnungen für Musikverkäufe (Land/Region, Auszeichnung, Verkäufe) | Verkäufe  |
| ---------------------------- | ---------------------------------------------------------------------- | --------- |
| Australien (ARIA)            | 2× Platin                                                              | 140.000   |
| Belgien (BRMA)               | Gold                                                                   | 15.000    |
| Dänemark (IFPI)              | Gold                                                                   | 45.000    |
| Deutschland (BVMI)           | Gold                                                                   | 200.000   |
| Frankreich (SNEP)            | Platin                                                                 | 200.000   |
| Italien (FIMI)               | Gold                                                                   | 25.000    |
| Kanada (MC)                  | 4× Platin                                                              | 320.000   |
| Neuseeland (RMNZ)            | 2× Platin                                                              | 60.000    |
| Österreich (IFPI)            | Gold                                                                   | 15.000    |
| Polen (ZPAV)                 | Platin                                                                 | 20.000    |
| Schweden (IFPI)              | 4× Platin                                                              | 320.000   |
| Schweiz (IFPI)               | Platin                                                                 | 20.000    |
| Spanien (Promusicae)         | Gold                                                                   | 30.000    |
| Vereinigtes Königreich (BPI) | Silber                                                                 | 200.000   |
| Insgesamt                    | 1× Silber · 6× Gold · 15× Platin ·                                     | 1.610.000 |

### Born to Be Yours
| Land/Region                  | Auszeichnungen für Musikverkäufe (Land/Region, Auszeichnung, Verkäufe) | Verkäufe  |
| ---------------------------- | ---------------------------------------------------------------------- | --------- |
| Australien (ARIA)            | 2× Platin                                                              | 140.000   |
| Frankreich (SNEP)            | Gold                                                                   | 100.000   |
| Dänemark (IFPI)              | Gold                                                                   | 45.000    |
| Deutschland (BVMI)           | Gold                                                                   | 200.000   |
| Italien (FIMI)               | Platin                                                                 | 50.000    |
| Kanada (MC)                  | 3× Platin                                                              | 240.000   |
| Mexiko (AMPROFON)            | Platin                                                                 | 60.000    |
| Neuseeland (RMNZ)            | 2× Platin                                                              | 60.000    |
| Österreich (IFPI)            | Gold                                                                   | 15.000    |
| Polen (ZPAV)                 | 2× Platin                                                              | 40.000    |
| Schweiz (IFPI)               | Platin                                                                 | 20.000    |
| Spanien (Promusicae)         | Platin                                                                 | 60.000    |
| Vereinigtes Königreich (BPI) | Silber                                                                 | 200.000   |
| Insgesamt                    | 1× Silber · 4× Gold · 13× Platin ·                                     | 1.230.000 |

### Happy Now
| Land/Region                  | Auszeichnungen für Musikverkäufe (Land/Region, Auszeichnung, Verkäufe) | Verkäufe |
| ---------------------------- | ---------------------------------------------------------------------- | -------- |
| Australien (ARIA)            | Gold                                                                   | 35.000   |
| Belgien (BRMA)               | Gold                                                                   | 20.000   |
| Dänemark (IFPI)              | Gold                                                                   | 45.000   |
| Deutschland (BVMI)           | Gold                                                                   | 200.000  |
| Frankreich (SNEP)            | Gold                                                                   | 100.000  |
| Italien (FIMI)               | Platin                                                                 | 70.000   |
| Mexiko (AMPROFON)            | Platin                                                                 | 60.000   |
| Neuseeland (RMNZ)            | Platin                                                                 | 30.000   |
| Polen (ZPAV)                 | Platin                                                                 | 20.000   |
| Schweden (IFPI)              | 3× Platin                                                              | 120.000  |
| Schweiz (IFPI)               | Gold                                                                   | 10.000   |
| Spanien (Promusicae)         | Platin                                                                 | 60.000   |
| Vereinigtes Königreich (BPI) | Silber                                                                 | 200.000  |
| Insgesamt                    | 1× Silber · 6× Gold · 8× Platin ·                                      | 970.000  |

### Carry On
| Land/Region                  | Auszeichnungen für Musikverkäufe (Land/Region, Auszeichnung, Verkäufe) | Verkäufe |
| ---------------------------- | ---------------------------------------------------------------------- | -------- |
| Australien (ARIA)            | Gold                                                                   | 35.000   |
| Dänemark (IFPI)              | Gold                                                                   | 45.000   |
| Kanada (MC)                  | Gold                                                                   | 40.000   |
| Mexiko (AMPROFON)            | Gold                                                                   | 30.000   |
| Polen (ZPAV)                 | Platin                                                                 | 20.000   |
| Schweiz (IFPI)               | Gold                                                                   | 10.000   |
| Vereinigtes Königreich (BPI) | Silber                                                                 | 200.000  |
| Insgesamt                    | 1× Silber · 5× Gold · 1× Platin ·                                      | 380.000  |

### Think About You
| Land/Region | Auszeichnungen für Musikverkäufe (Land/Region, Auszeichnung, Verkäufe) | Verkäufe |
| ----------- | ---------------------------------------------------------------------- | -------- |
| Kanada (MC) | Platin                                                                 | 80.000   |
| Insgesamt   | 1× Platin ·                                                            | 80.000   |

### Higher Love
| Land/Region                  | Auszeichnungen für Musikverkäufe (Land/Region, Auszeichnung, Verkäufe) | Verkäufe  |
| ---------------------------- | ---------------------------------------------------------------------- | --------- |
| Australien (ARIA)            | 3× Platin                                                              | 210.000   |
| Belgien (BRMA)               | Platin                                                                 | 40.000    |
| Dänemark (IFPI)              | 2× Platin                                                              | 180.000   |
| Deutschland (BVMI)           | Platin                                                                 | 400.000   |
| Frankreich (SNEP)            | Platin                                                                 | 200.000   |
| Italien (FIMI)               | Platin                                                                 | 100.000   |
| Kanada (MC)                  | 2× Platin                                                              | 160.000   |
| Mexiko (AMPROFON)            | Platin                                                                 | 60.000    |
| Neuseeland (RMNZ)            | 4× Platin                                                              | 120.000   |
| Österreich (IFPI)            | Platin                                                                 | 30.000    |
| Polen (ZPAV)                 | 2× Platin                                                              | 40.000    |
| Schweiz (IFPI)               | Platin                                                                 | 20.000    |
| Spanien (Promusicae)         | Platin                                                                 | 60.000    |
| Vereinigte Staaten (RIAA)    | 3× Platin                                                              | 3.000.000 |
| Vereinigtes Königreich (BPI) | 3× Platin                                                              | 1.800.000 |
| Insgesamt                    | 27× Platin ·                                                           | 6.420.000 |

### Forever Yours (Avicii Tribute)
| Land/Region     | Auszeichnungen für Musikverkäufe (Land/Region, Auszeichnung, Verkäufe) | Verkäufe |
| --------------- | ---------------------------------------------------------------------- | -------- |
| Brasilien (PMB) | Gold                                                                   | 20.000   |
| Insgesamt       | 1× Gold ·                                                              | 20.000   |

### Like It Is
| Land/Region                  | Auszeichnungen für Musikverkäufe (Land/Region, Auszeichnung, Verkäufe) | Verkäufe |
| ---------------------------- | ---------------------------------------------------------------------- | -------- |
| Brasilien (PMB)              | Gold                                                                   | 20.000   |
| Kanada (MC)                  | Platin                                                                 | 80.000   |
| Norwegen (IFPI)              | Platin                                                                 | 60.000   |
| Polen (ZPAV)                 | Gold                                                                   | 10.000   |
| Vereinigtes Königreich (BPI) | Silber                                                                 | 200.000  |
| Insgesamt                    | 1× Silber · 2× Gold · 2× Platin ·                                      | 370.000  |

### I’ll Wait
| Land/Region               | Auszeichnungen für Musikverkäufe (Land/Region, Auszeichnung, Verkäufe) | Verkäufe |
| ------------------------- | ---------------------------------------------------------------------- | -------- |
| Kanada (MC)               | Platin                                                                 | 80.000   |
| Vereinigte Staaten (RIAA) | Gold                                                                   | 500.000  |
| Insgesamt                 | 1× Gold · 1× Platin ·                                                  | 580.000  |

### Freedom
| Land/Region       | Auszeichnungen für Musikverkäufe (Land/Region, Auszeichnung, Verkäufe) | Verkäufe |
| ----------------- | ---------------------------------------------------------------------- | -------- |
| Österreich (IFPI) | Gold                                                                   | 15.000   |
| Insgesamt         | 1× Gold ·                                                              | 15.000   |

### Lose Somebody
| Land/Region                  | Auszeichnungen für Musikverkäufe (Land/Region, Auszeichnung, Verkäufe) | Verkäufe  |
| ---------------------------- | ---------------------------------------------------------------------- | --------- |
| Australien (ARIA)            | Platin                                                                 | 70.000    |
| Dänemark (IFPI)              | Platin                                                                 | 90.000    |
| Frankreich (SNEP)            | Gold                                                                   | 100.000   |
| Kanada (MC)                  | 3× Platin                                                              | 240.000   |
| Mexiko (AMPROFON)            | Gold                                                                   | 30.000    |
| Österreich (IFPI)            | Platin                                                                 | 30.000    |
| Polen (ZPAV)                 | Gold                                                                   | 10.000    |
| Schweiz (IFPI)               | Gold                                                                   | 10.000    |
| Spanien (Promusicae)         | Gold                                                                   | 30.000    |
| Vereinigte Staaten (RIAA)    | Platin                                                                 | 1.000.000 |
| Vereinigtes Königreich (BPI) | Silber                                                                 | 200.000   |
| Insgesamt                    | 1× Silber · 5× Gold · 7× Platin ·                                      | 1.810.000 |

### What’s Love Got to Do with It
| Land/Region                  | Auszeichnungen für Musikverkäufe (Land/Region, Auszeichnung, Verkäufe) | Verkäufe |
| ---------------------------- | ---------------------------------------------------------------------- | -------- |
| Dänemark (IFPI)              | Gold                                                                   | 45.000   |
| Deutschland (BVMI)           | Gold                                                                   | 200.000  |
| Kanada (MC)                  | Gold                                                                   | 40.000   |
| Neuseeland (RMNZ)            | Gold                                                                   | 15.000   |
| Österreich (IFPI)            | Platin                                                                 | 30.000   |
| Polen (ZPAV)                 | Platin                                                                 | 20.000   |
| Schweiz (IFPI)               | Gold                                                                   | 10.000   |
| Spanien (Promusicae)         | Gold                                                                   | 30.000   |
| Vereinigtes Königreich (BPI) | Silber                                                                 | 200.000  |
| Insgesamt                    | 1× Silber · 6× Gold · 2× Platin ·                                      | 590.000  |

### Gone Are the Days
| Land/Region     | Auszeichnungen für Musikverkäufe (Land/Region, Auszeichnung, Verkäufe) | Verkäufe |
| --------------- | ---------------------------------------------------------------------- | -------- |
| Schweden (IFPI) | Gold                                                                   | 40.000   |
| Insgesamt       | 1× Gold ·                                                              | 40.000   |

### Love Me Now
| Land/Region       | Auszeichnungen für Musikverkäufe (Land/Region, Auszeichnung, Verkäufe) | Verkäufe |
| ----------------- | ---------------------------------------------------------------------- | -------- |
| Österreich (IFPI) | Gold                                                                   | 15.000   |
| Schweden (IFPI)   | Platin                                                                 | 80.000   |
| Insgesamt         | 1× Gold · 1× Platin ·                                                  | 95.000   |

### Dancing Feet
| Land/Region       | Auszeichnungen für Musikverkäufe (Land/Region, Auszeichnung, Verkäufe) | Verkäufe |
| ----------------- | ---------------------------------------------------------------------- | -------- |
| Kanada (MC)       | Gold                                                                   | 40.000   |
| Österreich (IFPI) | Gold                                                                   | 15.000   |
| Schweden (IFPI)   | Gold                                                                   | 40.000   |
| Ungarn (MAHASZ)   | Platin                                                                 | 4.000    |
| Insgesamt         | 3× Gold · 1× Platin ·                                                  | 99.000   |

### Never Really Loved Me
| Land/Region     | Auszeichnungen für Musikverkäufe (Land/Region, Auszeichnung, Verkäufe) | Verkäufe |
| --------------- | ---------------------------------------------------------------------- | -------- |
| Schweden (IFPI) | Gold                                                                   | 40.000   |
| Insgesamt       | 1× Gold ·                                                              | 40.000   |

### Woke Up in Love
| Land/Region     | Auszeichnungen für Musikverkäufe (Land/Region, Auszeichnung, Verkäufe) | Verkäufe |
| --------------- | ---------------------------------------------------------------------- | -------- |
| Schweden (IFPI) | Gold                                                                   | 40.000   |
| Insgesamt       | 1× Gold ·                                                              | 40.000   |

### Say Say Say
| Land/Region       | Auszeichnungen für Musikverkäufe (Land/Region, Auszeichnung, Verkäufe) | Verkäufe |
| ----------------- | ---------------------------------------------------------------------- | -------- |
| Frankreich (SNEP) | Gold                                                                   | 100.000  |
| Insgesamt         | 1× Gold ·                                                              | 100.000  |

### Whatever
| Land/Region                  | Auszeichnungen für Musikverkäufe (Land/Region, Auszeichnung, Verkäufe) | Verkäufe  |
| ---------------------------- | ---------------------------------------------------------------------- | --------- |
| Belgien (BRMA)               | Platin                                                                 | 40.000    |
| Dänemark (IFPI)              | Platin                                                                 | 90.000    |
| Deutschland (BVMI)           | Gold                                                                   | 300.000   |
| Frankreich (SNEP)            | Platin                                                                 | 200.000   |
| Italien (FIMI)               | Gold                                                                   | 50.000    |
| Kanada (MC)                  | Platin                                                                 | 80.000    |
| Österreich (IFPI)            | Platin                                                                 | 30.000    |
| Polen (ZPAV)                 | Platin                                                                 | 50.000    |
| Schweden (IFPI)              | Platin                                                                 | 120.000   |
| Schweiz (IFPI)               | Platin                                                                 | 30.000    |
| Spanien (Promusicae)         | Platin                                                                 | 60.000    |
| Ungarn (MAHASZ)              | 2× Platin                                                              | 8.000     |
| Vereinigte Staaten (RIAA)    | Gold                                                                   | 500.000   |
| Vereinigtes Königreich (BPI) | Gold                                                                   | 400.000   |
| Insgesamt                    | 4× Gold · 11× Platin ·                                                 | 1.958.000 |

### For Life
| Land/Region       | Auszeichnungen für Musikverkäufe (Land/Region, Auszeichnung, Verkäufe) | Verkäufe |
| ----------------- | ---------------------------------------------------------------------- | -------- |
| Belgien (BRMA)    | Gold                                                                   | 20.000   |
| Frankreich (SNEP) | Gold                                                                   | 100.000  |
| Kanada (MC)       | Gold                                                                   | 40.000   |
| Insgesamt         | 3× Gold ·                                                              | 160.000  |

## Auszeichnungen nach Musikstreamings

### Nothing Left
| Land/Region     | Auszeichnungen für Musikverkäufe (Land/Region, Auszeichnung, Verkäufe) | Verkäufe  |
| --------------- | ---------------------------------------------------------------------- | --------- |
| Dänemark (IFPI) | Gold                                                                   | 1.300.000 |
| Insgesamt       | 1× Gold ·                                                              | 1.300.000 |

## Statistik und Quellen
| Land/RegionAuszeichnungen für Musikverkäufe (Land/Region, Auszeichnungen, Verkäufe, Quellen) | Silber       | Gold       | Platin         | Diamant     | Verkäufe   | Quellen              |
| -------------------------------------------------------------------------------------------- | ------------ | ---------- | -------------- | ----------- | ---------- | -------------------- |
| Australien (ARIA)                                                                            | —            | 3× Gold3   | 21× Platin21   | —           | 1.575.000  | aria.com.au          |
| Belgien (BRMA)                                                                               | —            | 4× Gold4   | 7× Platin7     | —           | 300.000    | ultratop.be          |
| Brasilien (PMB)                                                                              | —            | 2× Gold2   | —              | —           | 40.000     | pro-musicabr.org.br  |
| Dänemark (IFPI)                                                                              | —            | 9× Gold9   | 16× Platin16   | —           | 1.680.000  | ifpi.dk              |
| Deutschland (BVMI)                                                                           | —            | 7× Gold7   | 7× Platin7     | —           | 3.300.000  | musikindustrie.de    |
| Frankreich (SNEP)                                                                            | —            | 6× Gold6   | 6× Platin6     | 3× Diamant3 | 2.345.832  | snepmusique.com      |
| Italien (FIMI)                                                                               | —            | 4× Gold4   | 18× Platin18   | —           | 1.095.000  | fimi.it              |
| Kanada (MC)                                                                                  | —            | 10× Gold10 | 35× Platin35   | —           | 3.320.000  | musiccanada.com      |
| Mexiko (AMPROFON)                                                                            | —            | 4× Gold4   | 17× Platin17   | 3× Diamant3 | 2.040.000  | amprofon.com.mx      |
| Neuseeland (RMNZ)                                                                            | —            | 5× Gold5   | 26× Platin26   | —           | 765.000    | radioscope.co.nz NZ2 |
| Niederlande (NVPI)                                                                           | —            | —          | 4× Platin4     | —           | 150.000    | nvpi.nl              |
| Norwegen (IFPI)                                                                              | —            | Gold1      | 30× Platin30   | —           | 1.200.000  | ifpi.no              |
| Österreich (IFPI)                                                                            | —            | 8× Gold8   | 6× Platin6     | —           | 300.000    | ifpi.at              |
| Peru (UNIMPRO)                                                                               | —            | Gold1      | —              | —           | 3.000      | Einzelnachweise      |
| Polen (ZPAV)                                                                                 | —            | 5× Gold5   | 20× Platin20   | —           | 510.000    | olis.pl              |
| Portugal (AFP)                                                                               | —            | —          | Platin1        | —           | 10.000     | Einzelnachweise      |
| Schweden (IFPI)                                                                              | —            | 4× Gold4   | 37× Platin37   | —           | 2.200.000  | sverigetopplistan.se |
| Schweiz (IFPI)                                                                               | —            | 5× Gold5   | 20× Platin20   | —           | 535.000    | hitparade.ch         |
| Spanien (Promusicae)                                                                         | —            | 6× Gold6   | 11× Platin11   | —           | 740.000    | elportaldemusica.es  |
| Ungarn (MAHASZ)                                                                              | —            | Gold1      | 3× Platin3     | —           | 14.000     | slagerlistak.hu      |
| Vereinigte Staaten (RIAA)                                                                    | —            | 8× Gold8   | 9× Platin9     | —           | 13.000.000 | riaa.com             |
| Vereinigtes Königreich (BPI)                                                                 | 10× Silber10 | 5× Gold5   | 10× Platin10   | —           | 9.460.000  | bpi.co.uk            |
| Insgesamt                                                                                    | 10× Silber10 | 98× Gold98 | 306× Platin306 | 6× Diamant6 |            |                      |